# Albert Graf von Pestalozza
Albert Maria Ludwig Otto Joseph Eugen von Pestalozza (* 22. Dezember 1902 in Nürnberg; † 1986) war ein deutscher Produzent von Dokumentarfilmen sowie von Lehrfilmen für die Reichsanstalt für Film und Bild in Wissenschaft und Unterricht (RWU).
Seine Berliner Produktionsfirma Lex-Film produzierte von 1934 bis 1945 rund 50 Filme zu unterschiedlichen Sachthemen für den Schulunterricht. Für den NSKG produzierte er 1936 den Propagandafilm Ewiger Wald. Seit 1941 setzte Lex-Film vor allem Phil Jutzi als Kameramann ein.